# Tamara Tichonina
Tamara Pietrowna Tichonina, obecnie Kliger (ros. Тамара Петровна Тихонина (Клигер), ur. 22 lutego 1937) – radziecka siatkarka, medalistka igrzysk olimpijskich, mistrzostw Europy i świata.

## Życiorys
W 1962 Tichonina była w składzie reprezentacji Związku Radzieckiego, która zdobyła srebrny medal na organizowanych u siebie mistrzostwach świata. W następnym roku z reprezentacją zwyciężyła na mistrzostwach Europy odbywających się w Rumunii. Wystąpiła na igrzyskach olimpijskich 1964 w Tokio. Zagrała wówczas w czterech z pięciu meczów. Reprezentantki Związku Radzieckiego odniosły jedną porażkę (z Japonkami) i zajęły drugie miejsce w turnieju. W reprezentacji występowała w latach 1962–1964.
Do 1961 grała w bakijskim klubie Nieftjanik. W latach 1961–1968 reprezentowała klub CSKA Moskwa, z którym czterokrotnie zdobywała mistrzostwo ZSRR (w 1963, 1965, 1966 i 1968) oraz raz (w 1962) tytuł wicemistrzowski. Karierę sportową zakończyła w 1968. W 2003 została wyróżniona tytułem Zasłużony Mistrz Sportu.
Jej mężem jest siatkarz i trener Walerij Kliger. Mają córkę. Mieszka w Moskwie.